# Karl Ferdinand Braun

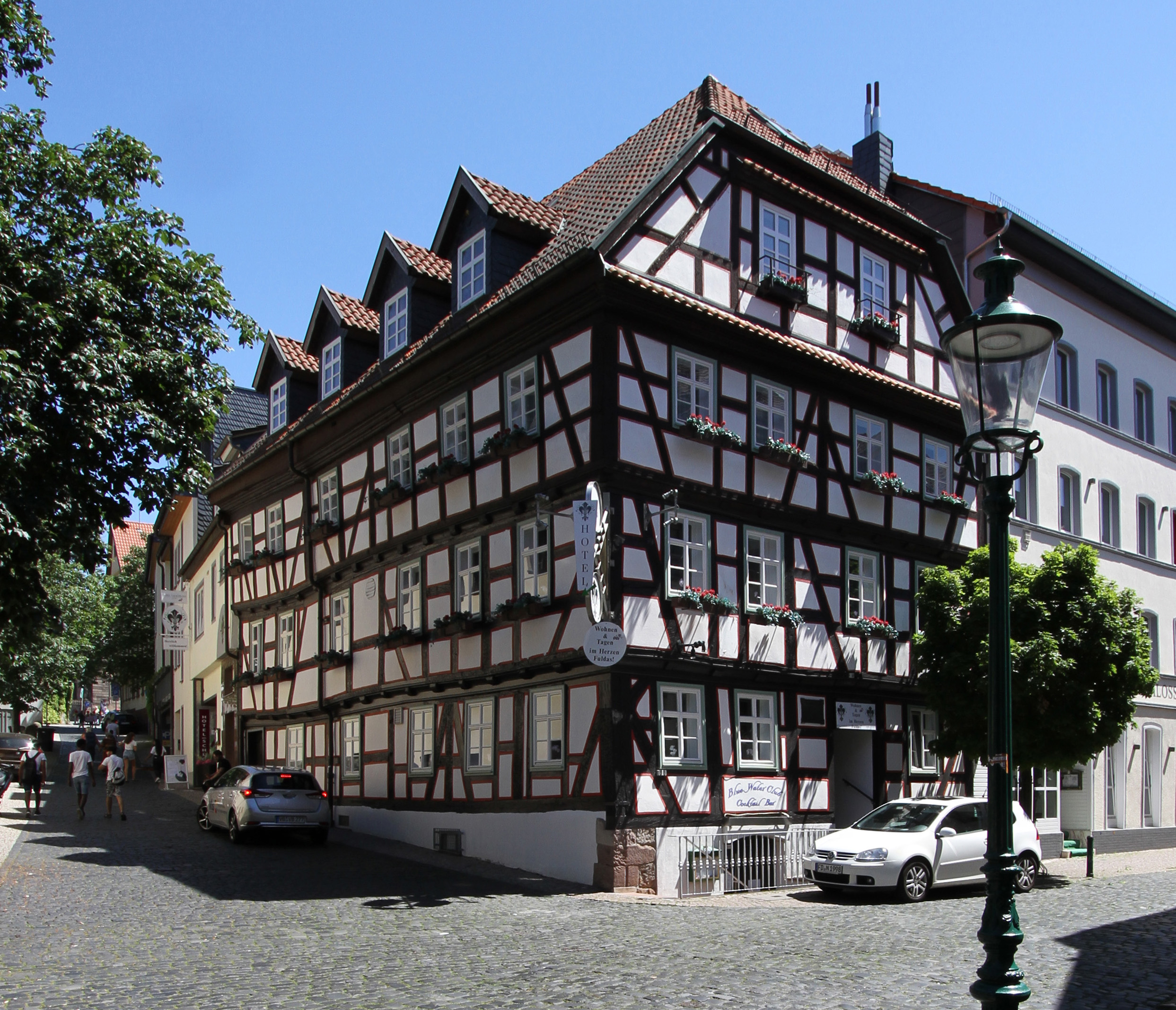
Miejsce urodzenia Karla Ferdynanda Brauna w Fuldzie

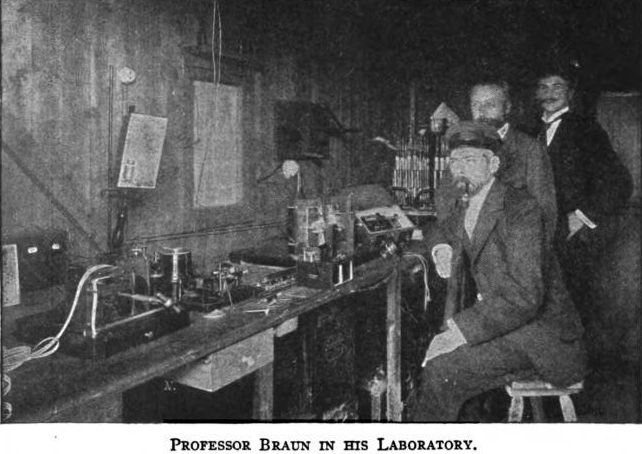
24.9.1900 Helgoland Radio Station
Bargman, Braun, Telegraphist

Karl Ferdinand Braun (ur. 6 czerwca 1850 w Fuldzie, zm. 20 kwietnia 1918 w Brooklynie) – niemiecki fizyk, laureat Nagrody Nobla w dziedzinie fizyki (1909) za „wkład w rozwój telegrafii bezprzewodowej”. Braun przyczynił się znacznie do rozwoju technologii radiowej i telewizyjnej.

## Życiorys
Braun ukończył studia na Uniwersytecie w Marburgu, później otrzymał tytuł doktora na Uniwersytecie w Berlinie w 1872. Został dyrektorem Instytutu Fizyki i profesorem fizyki na Uniwersytecie w Strasburgu (1895). W czasie I wojny światowej (ale zanim Stany Zjednoczone przystąpiły do wojny), Braun udał się do USA aby dopomóc niemieckiej stacji radiowej (w Sayville, New York) przed atakiem korporacji Marconi (kontrolowanej przez interes brytyjski). Po przystąpieniu USA do wojny, Braun został internowany, ale mógł się poruszać swobodnie w granicach Brooklynu. Braun zmarł w swoim domu w Brooklynie w 1918 roku.

## Dorobek naukowy i spuścizna
W 1897 zbudował pierwszy oscyloskop z kineskopem. W krajach niemieckojęzycznych nadal można spotkać się z określeniem „Braunsche Röhre” (tuba, rura Brauna, zob. lampa obrazowa) na kineskop. Prowadził także badania nad komunikacją radiową: opracował m.in. prostownik kryształkowy, detektor kryształkowy. Guglielmo Marconi przyznał się do „pożyczenia” niektórych z patentów Brauna. W 1909 wspólnie z Marconim Braun otrzymał Nagrodę Nobla za wkład w rozwój telegrafii bezprzewodowej.
Braun był także jednym z twórców reguły przekory (drugim był Le Chatelier).